# Pen Sovan
Pen Sovan (en jemer: ប៉ែន សុវណ្ណ; n. Takéo, 15 de abril de 1936 - f. ibídem, 29 de octubre de 2016) fue un político camboyano, que fungió como primer jefe de Gobierno de Camboya luego del derrocamiento de la dictadura de los Jemeres Rojos el 7 de enero de 1979 y el establecimiento de la República Popular de Kampuchea. Posteriormente, tras un altercado con el gobierno de Vietnam, fue expulsado del poder y encarcelado en diciembre de 1981. No sería liberado sino hasta la transición del país en 1992.
Tras la llegada al poder de Hun Sen, Sovan formó parte activa de la oposición democrática. Tras las protestas durante las cuales la oposición boicoteó el parlamento, Sovan ocupó un escaño en la Asamblea Nacional por la provincia de Kompung Speu, como miembro del Partido de Rescate Nacional de Camboya, desde 2014 hasta su fallecimiento en 2016.

## Biografía
Pen Sovan nació en 1936 en la provincia de Takéo, descendiente de una familia vietnamita. Con tan solo trece años, en 1949, se unió a un grupo nacionalista que luchó en la Guerra de Indochina contra la colonización francesa, que se inició con la declaración de independencia del Reino de Camboya en 1945 y finalizó con el reconocimiento de la misma en 1953. Dos años después, se unió al Partido Comunista de Indochina, donde conoció a Ta Mok. Entre 1970 y 1973, apoyó a los Jemeres Rojos en la Guerra Civil contra el gobierno proestadounidense de Lon Nol. Sin embargo, descontento con estos, desertó del movimiento y partió al exilio en Hanói, Vietnam, entre 1973 y 1979.
Sovan fue miembro fundador del Frente Unido de Salvación Nacional de Kampuchea el 25 de noviembre de 1978, durante la invasión vietnamita que derrocó al régimen de Pol Pot e instauró un gobierno provietnamita y prosoviético. Sovan fue designado Secretario General del recién fundado Partido Popular Revolucionario de Kampuchea el 5 de enero de 1979, dos días antes de la pérdida de Nom Pen por parte de los Jemeres Rojos. El 1 de mayo de 1981, se celebraron unas elecciones de partido único en las que Sovan fue elegido para el cargo de Presidente del Consejo de Ministros con el 99% de los votos. Sin embargo, el 5 de diciembre de ese mismo año, el gobierno vietnamita lo mandó a deponer, después de que irritara a Lê Đức Thọ, director y asesor del nuevo gobierno pro-vietnamita. Fue liberado finalmente el 25 de enero de 1992, después de varios años de prisión en condiciones, según él, inhumanas.
En 1998 fundó su propio partido político, el Partido del Sostenimiento Nacional, que no obtuvo ningún escaño en las elecciones generales de ese mismo año. En 2007 se unió al Partido de los Derechos Humanos, de Kem Sokha y, en 2012, formó parte del nuevo Partido de Rescate Nacional de Camboya, siendo electo miembro de la Asamblea Nacional en las elecciones de 2013, aunque debido al desconocimiento de los resultados por parte de la oposición, Sovan junto a los demás parlamentarios se negaron a ocupar sus cargos hasta 2014. Falleció el 29 de octubre de 2016,  siendo cremado el 6 de noviembre. Fue suplantado en su escaño por Suon Rida el 10 de noviembre.